# Longeville-sur-la-Laines
Longeville-sur-la-Laines is een plaats en voormalige gemeente in het Franse departement Haute-Marne in de regio Grand Est. De plaats telde 415 inwoners op 1 januari 2018.

## Geschiedenis
Op 1 januari 2016 is Longeville-sur-la-Laines gefuseerd met Droyes, Louze en Puellemontier tot de huidige gemeente Rives Dervoises. Deze gemeente maakt deel uit van het arrondissement Saint-Dizier.

## Geografie
De oppervlakte van Longeville-sur-la-Laines bedraagt 15,6 vierkante kilometer; Op 1 januari 2018 was de bevolkingsdichtheid 26,6 inwoners per km².
De onderstaande kaart toont de ligging van Longeville-sur-la-Laines met de belangrijkste infrastructuur en aangrenzende gemeenten.

## Demografie
Onderstaande figuur toont het verloop van het inwonertal.
Droyes · Longeville-sur-la-Laines · Louze · Puellemontier